# كليمنت كوتورير
كليمنت كوتورير (بالفرنسية: Clément Couturier)‏ هو لاعب كرة قدم فرنسي، ولد في 13 سبتمبر 1993 في Chaumont, Yonne ‏ في فرنسا. لعب مع إف91 دوديلانج.

## وصلات خارجية
- كليمنت كوتورير على موقع الاتحاد الأوربي (الإنجليزية)
- كليمنت كوتورير على موقع قاعدة بيانات كرة القدم.إي يو (الإنجليزية)
- كليمنت كوتورير على موقع ليكيب (الفرنسية)
- كليمنت كوتورير على موقع Soccerway.com (الإنجليزية)